# メンチュヘテプ3世
メンチュヘテプ3世（Mentuhotep III, 在位：紀元前2010年 - 紀元前1998年）は、古代エジプト第11王朝の第5代ファラオ（王）。
エジプトの国土を再統一した父メンチュヘテプ2世は、50年という当時としては非常に長期間に渡って玉座にあったため、息子であるメンチュヘテプ3世も即位した時には既にかなりの高齢だった。その統治期間は12年と比較的短かったが、その頃は既に父王の統一事業によって国力が十分に蓄えられていたため、多数の建築事業を推進し、資材を調達するための遠征も行うなど、安定した時代を継続することができた。